# Prayon
Prayon is een dorp in de Belgische gemeente Trooz.
Prayon is gelegen aan de Vesder op een hoogte van ongeveer 80 meter. Ter hoogte van Prayon vloeit de Magne in de Vesder.

## Geschiedenis
Prayon behoorde vanouds tot Forêt. De aanwezigheid van metaalnijverheid leidde tot toename van het aantal inwoners en in 1742 kwam er een aan Sint-Laurentius gewijde kapel. In 1803 werd Prayon aan de parochie van Louveigné toegevoegd, later weer aan die van Forêt, om in 1843 een zelfstandige parochie te worden.
In 1829 werd er aan de samenvloeiing van Magne en Vesder een zinksmelter gebouwd. De fabriek kreeg al snel de naam Nouvelle Montagne, ter onderscheid van het reeds elders bestaande zinkbedrijf Vieille-Montagne. Men verwerkte er mineralen die afkomstig waren uit Stembert en Engis. In 1889 werd de Société métallurgique de Prayon opgericht.

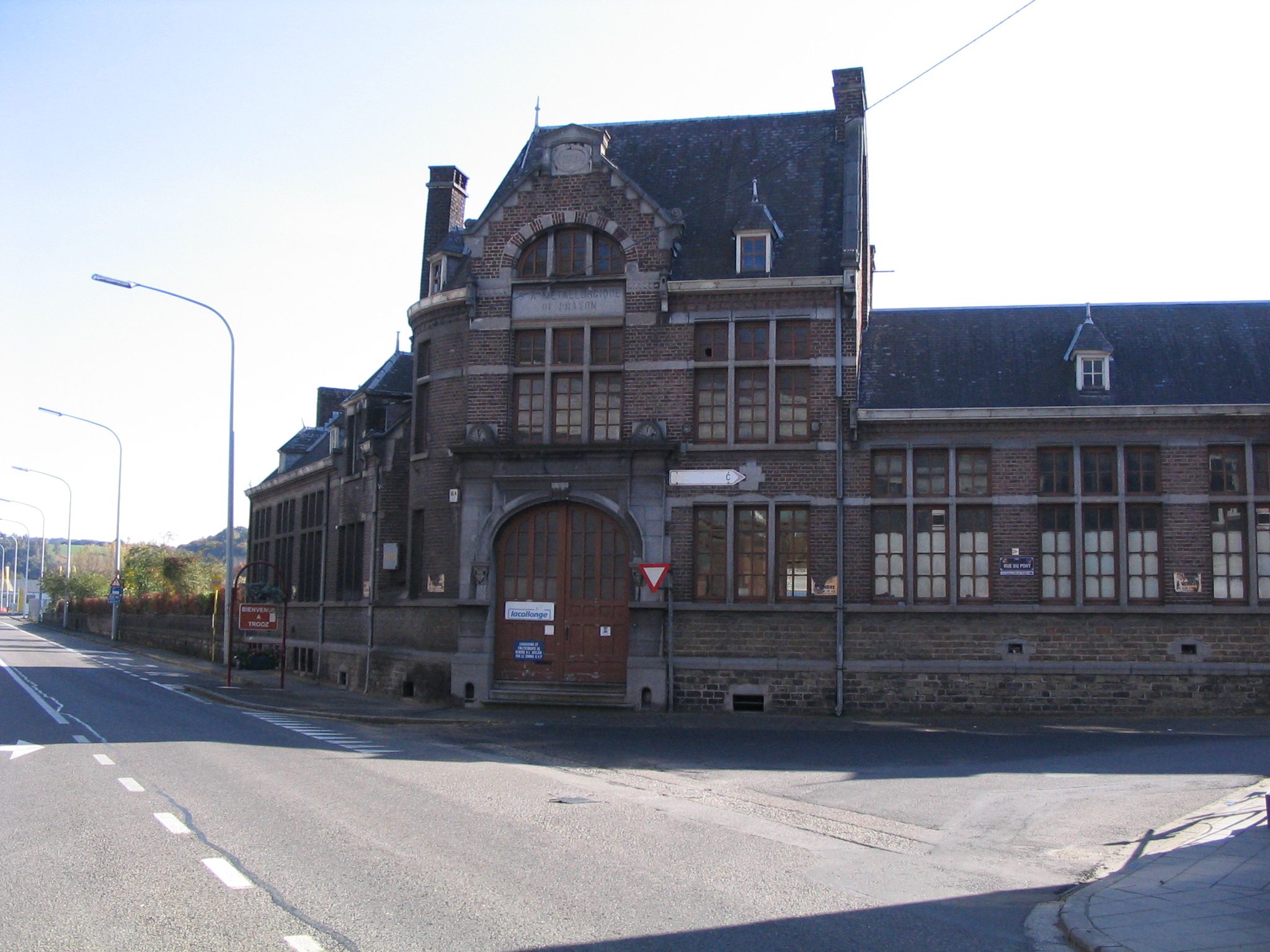
Kantoor van de zinkfabriek uit 1904

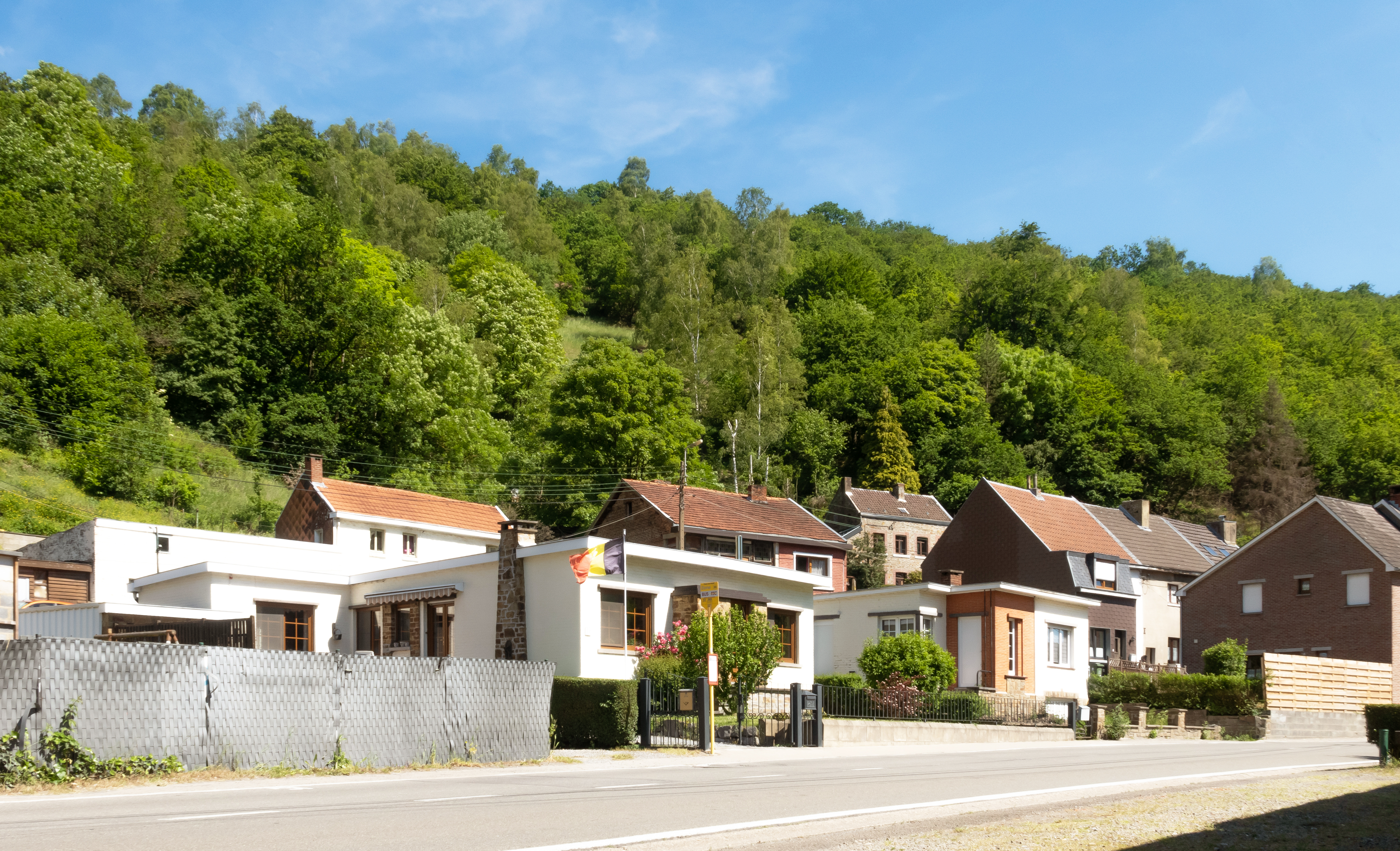
Straatzicht in Prayon

Naast zink werd ook lood en cadmium gewonnen en verwerkt. De heuvels in de nabijheid van Prayon dragen nog de sporen van dit verleden. Er zijn afvalbergen waarop nauwelijks iets groeit en er zijn weilanden waarvan de bodem metalen bevat en die gekenmerkt worden door een karakteristieke zinkflora.

## Bezienswaardigheden
- Sint-Laurentiuskerk

## Nabijgelegen kernen
La Brouck, Fonds-de-Forêt, Trooz